# Zapalla
Zapalla is een geslacht van vlinders van de familie snuitmotten (Pyralidae), uit de onderfamilie Phycitinae.

## Soorten
- Z. deliquella Zeller, 1848
- Z. dentata Shaffer, 1976